# Pungert, Ivančna Gorica
Pungert je naselje v Občini Ivančna Gorica.